# 음파
음파(acoustic wave)는 단열 로딩(loading) 및 언로딩(unloading)을 통해 공기, 물, 고체 물질 등의 매체를 통한 일종의 에너지 전파이다. 음파를 설명하는 데 중요한 양은 음압, 입자 속도, 입자 변위 및 음향 인텐시티이다. 음파는 통과하는 매체에 따라 달라지는 특징적인 음속으로 이동한다. 음향파의 예로는 스피커에서 들을 수 있는 소리(소리의 속도로 공기를 통해 이동하는 파동), 지진파(지구를 통해 이동하는 지면 진동) 또는 의료 영상에 사용되는 초음파(신체를 통해 이동하는 파동)가 있다.

## 파동 특성
음향파는 원자와 분자의 움직임을 통해 에너지를 전달하는 기계적 파동이다. 음파는 세로 방향으로 액체를 통해 전달된다(입자의 움직임은 파동의 전파 방향과 평행하다). 횡방향으로 전달되는 전자기파(파동 전파 방향에 대해 직각으로 입자의 이동)와는 대조적이다. 그러나 고체에서는 이러한 물질 상태에 전단 계수가 존재하기 때문에 음파가 세로 방향과 가로 방향으로 모두 전달된다.

## 개요
북을 두드리거나 기타의 현을 튕기면 소리가 들린다. 소리를 내고 있는 북의 가죽이나 기타의 현은 세차게 고동치고 있지만 손을 대서 이 진동을 멈추게 하면 소리는 들리지 않게 된다.
소리를 발생하는 것을 발음체, 혹은 음원이라고 하는데, 일반적으로 진동하는 물체가 음원이다. 진동하는 물체에서 무엇이 전해와서 소리가 들리는 것일까. 이 의문이 처음으로 해결된 것은 17세기의 중엽이다. 보일은 당시 독일의 게리케가 발명한 진공 펌프를 사용해서 공기가 소리를 전달하는 매질임을 실험으로 확인했다.
이 실험은 커다란 플라스크와 방울을 사용해도 간단히 할 수 있다. 공기를 빼내기 위한 것과 넣기 위한 두 개의 가느다란 유리관과 방울을 매단 가느다란 막대를 장착한 고무 마개를 플라스크에 끼운다. 먼저, 공기가 들어간 채 플라스크를 흔들어서 들리는 방울 소리를 확인해 둔다. 다음에 한쪽의 유리관에 진공 펌프를 연결하고 공기를 뽑아내면서 플라스크를 흔들면 방울 소리는 차츰 잘 들리지 않게 된다. 이번에는 펌프질을 멈추고 핀치 콕을 열어서 공기를 조금씩 넣으면서 방울 소리를 들어보면 소리는 차츰 커져서 최초의 크기로 돌아간다. 이 실험으로 소리는 공기를 통해서 들린다는 것을 알 수 있다.

## 음파의 종류
공기는 체적의 변화에 대해 복원력이 있으므로 파동을 전달하는 성질이 있다. 공기 속에서 물체가 진동하면 변화가 공기에 전달, 파동이 발생한다. 이것이 음파이다. 음파가 가로 파동이냐 세로 파동이냐는 매질의 성질에 따라 결정된다. 일반적으로 체적 변화에 대해 복원력이 있는 물체(고체·액체·기체)는 세로 파동을 전하는 매질이며, 형태는 변화에 대해 복원력이 있는 물체(고체)나 액체 속에서는 형태의 변화에 대해 복원력이 없으므로 가로 파동은 전달되지 않는다. 따라서 음파는 공기의 성질을 생각할 때 세로 파동이다.

## 음파의 전달 방법
소리는 공기 속 뿐만 아니라 수중이나 고체 속에서도 전달된다. 물속에 잠수하여 돌을 부딪치면 소리가 들린다. 역의 플랫폼에서 전차를 기다리고 있을 때 먼 곳에 있는 전차의 소리가 레일을 통해 들린다. 아프리카의 원주민이 대지에 귀를 대고 코끼리의 발소리를 들을 수 있는 것도 고체 속에 전달되는 소리의 이용이다. 수면파는 물의 표면에 퍼지는 2차원 파동이지만, 음파는 주위의 공기 전체에 퍼지는 3차원 파동이다. 공기의 온도가 일정하면 음파의 파면은 음원을 중심으로 둥근 원을 그리듯 퍼지며, 그 사선(진로)은 언제나 직선이다. 이 성질을 음파의 직진성이라고 한다고 한다.

## 음파의 회절
진행하고 있는 음파도 도중에서 장애물에 마주치면 그 뒤를 돌아서 나아간다. 음파의 파장은 수면파의 파장에 비해 길기 때문에 뒤로 돌아가는 정도도 크다. 담장 너머로 말하는 소리가 들리고, 옆방에서 나는 소리가 창문이 열려 있으면 잘 들리는 것도 이 때문이다. 음파는 얇은 벽을 통과하기도 하고 반사하여 진로를 바꾸기도 하므로 회절의 실험을 할 때 특히 이런 점에 주의해야 한다. 담장 너머로 들리는 소리도 담장에 접근할수록 잘 들릴 때는 이는 담장을 통과했기 때문일 것이다. 회절에 의해 들리는 소리는 담장에서 적당한 거리로 떨어지는 것이 잘 들린다. 또 옆방에서 나는 소리도 복도쪽 창문을 닫으면 회절뿐 아니라 복도의 벽에 반사된 몫까지도 더해지므로 바깥쪽 창문을 열었을 때보다도 크게 들린다.

## 음파의 반사
수면파와 마찬가지로 음파에도 규칙적인 반사 현상이 있다. 산에 올라가서 큰 소리를 지르면 여러 방향에서 같은 소리가 연달아 되돌아 온다. 멀리 있는 산, 가까이에 있는 골짜기 등에서 반사된 음파가 또다시 되돌아오기 때문인데 이것을 메아리라고 부르고 있다.
반사가 규칙적인 것은 간단한 실험으로 확인할 수가 있다. 작은 스피커가 달린 고무 마개를 긴 유리관 A의 한쪽 끝에 끼워 넣고 다른쪽 끝을 수직으로 세운 판자를 향해서 고정한다. 다음에는 스피커에 저주파 발진기를 연결하고 가능한 한 진동수가 높은 소리를 내게 한다. 그리고 판자에서 반사된 소리를 다른 유리관 B를 통해서 듣는다. 유리관 B의 방향을 여러 가지로 변화시키면 가장 크게 들리는 방향이 발견된다. 이때의 유리관 A와 B의 방향이 판자면에 대해서 어떤 관계를 이루고 있는가를 조사하면 된다. 이 실험으로 음파의 반사도 수면파의 경우와 마찬가지로 반사의 법칙(입사각=반사각)에 따라 행해지고 있음을 알 수 있다. 스피커 소리의 진동수를 크게 하는 이유는 파장을 짧게 해서 회절을 작게 하기 때문으로, 진동수가 작아지면 유리관 B의 방향이 넓은 범위로 흩어진다. 또한 스피커를 유리관 A에 넣는 이유는 스피커에서 나오는 음파를 유리벽으로 반사시켜 한 방향으로 고르게 나아가게 하기 때문이다.
옥내의 소리는 잘 들리지만 옥외에서는 같은 소리라도 작아져서 잘 들리지 않는 일을 자주 경험한다. 옥내에서는 직접 귀에 도달하는 음파 외에 주위의 벽에 반사된 소리도 더해져서 들리지만, 옥외에서는 직접 귀에 들리는 음파뿐이므로 옥내보다도 소리가 작아진다.
반사를 이용하여 소리가 먼 곳까지 도달하도록 연구된 것이 메가폰이다. 메가폰의 내벽은 음파를 반사하여 좁은 방향으로 모아서 내보내는 작용을 하고 있다. 또한 약한 음파라도 반사를 이용해서 좁은 장소에 모으면 강해진다. 새 소리나 벌레 소리 등을 녹음할 때에 사용하는 집음 마이크는 이와 같은 작용을 하고 있다.

## 음파의 굴절
음속은 공기의 온도에 따라서 달라지기 때문에 저온 쪽에서 고온 쪽으로 입사하는 음파의 방향은 그 경계면에서 굴절한다. 만약 입사각이 지나치게 크면 음파도 전반사(全反射)해서 굴절이 나타나지 않는다. 반대로 고온 쪽에서 저온 쪽으로 나아가는 경우에는 경계에서 멀어지듯이 굴절한다. 이 경우에 전반사는 일어나지 않는다. 만약 온도가 연속적으로 변하고 있는 공기 속인 경우의 음파의 사선은 연속적으로 방향이 바뀌어서 곡선이 된다.
맑은 날의 한낮은 태양의 직사로 지면이 덥혀져 지면에 가까운 공기층이 고온이고 상공일수록 온도가 떨어지기 때문에 지상의 음원에서 나가는 음파는 지면에서 멀어지듯이 굽어서 진행한다. 반대로 밤은 지면쪽이 빨리 식어서 하층의 공기가 저온이 되므로 같은 음원에서의 음파는 지면에 접근하는 모양으로 굽어서 진행한다. 이 때문에 음파는 지면을 끼고 모아지므로 밤에는 먼 곳까지 소리가 들리게 된다.
여름에 보트에 타고 있을 때면 먼 곳의 소리가 잘 들린다. 더운 여름날의 한낮에도 물의 온도는 낮기 때문에 수면에서 가까운 공기의 온도는 상층보다도 낮다. 때문에 음파의 사선은 수면에 접근하는 모양으로 굽기 때문에 멀리까지 들린다. 또 수면에서는 음파가 잘 반사되므로 이 영향도 크다. 바람이 부는 날에 소리를 들으면, 바람이 불어오는 쪽에서 나는 소리는 잘 들리고, 반대쪽에서 나는 소리는 잘 들리지 않는다. 이것은 바람 때문에 음파의 파면이 흐트러져서 생기는 현상이다. 지면 가까이에 부는 바람은 지상의 여러 가지 장해물에 방해되어 상공의 바람보다도 속도가 느려지고 있다. 음속은 바람에 날리는 몫이 가산되므로 지면 가까이의 음속 쪽이 상공보다도 낮아진 것이다. 이 때문에 지상의 음원에서 나오는 음파의 파면은 바람이 불어가는 방향으로 흩어지고, 상공 쪽이 튀어나온다. 무풍 상태에서 파면과 방향은 수직이 되지만 풍속이 가해진 음파의 방향은 파면에 수직이 되지 않는다. 바람의 방향을 따라 진행하는 음파는 지면을 따라서 진행하지만 바람과 마주 향하는 음파는 상공으로 달아나버리는 것을 잘 알 수 있다.

## 음파의 간섭
어떤 음파가 진행도중에서 다른 음파와 마주치게 되면 매질의 변위가 바뀐다. 그러기 때문에 소리가 들리지 않거나 크게 들리거나 하는 변화가 나타난다. 두 개의 작은 스피커 S1과 S2를 적당한 사이를 두고 책상 위에 놓고 그것들을 하나의 저주파 발진기에 연결한 다음 동시에 같은 진동수의 소리를 연속해서 내게 한다. 그리고 스피커의 전방 S1S2에 평행인 직선 P1P2위를 조용히 걸으면서 소리의 변화를 관찰해 보자. P1에서 P2로 걸어가는 동안에 소리가 작아지기도 하고 커지기도 하는 현상이 몇번씩 되풀이되는 것을 알 수 있다. 저주파 발진기를 조절해서 소리의 진동수를 바꾸면 소리가 변화하는 위치가 달라진다. 소리가 작게 들리는 하나의 위치를 선정하고, 그곳에서 스피커에 접근하는 방향으로 똑같이 소리가 작게 들리는 위치를 찾아가 보면 한 개의 곡선(쌍곡선)이 얻어진다. P1P2의 다른 위치에서 똑같이 되풀이하면 S1과 S2의 사이에서 생기는 몇 개의 곡선을 얻을 수 있다. 이것은 파동의 간섭에서 나타난 곡선과 같으므로 음파에도 간섭 현상이 있다는 것을 알 수 있다. 또 이와 같은 간섭 실험에서 음속이나 음파의 진동수 등도 구할 수 있다.

## 같이 보기
- 음향학
- 회절
- 도플러 효과
- 메아리
- 중량파
- 음악
- 음표
- 고른음
- 포논
- 음높이
- 음향심리학
- 공명
- 굴절
- 반사
- 잔향
- 소리
- 방음
- 음색
- 초음파
- 파동 방정식